# 未練
| ウィキペディアには「未練」という見出しの百科事典記事はありません（タイトルに「未練」を含むページの一覧/「未練」で始まるページの一覧）。 代わりにウィクショナリーのページ「未練」が役に立つかもしれません。 |